# Sainte-Marie (rivière)
Pour les articles homonymes, voir Rivière Sainte-Marie et Sainte-Marie.
La Sainte-Marie est une rivière française qui coule dans le département de l'Oise dans l'ancienne région Picardie, donc dans la nouvelle région des Hauts-de-France. C'est un affluent de l'Automne en rive gauche, et donc un sous-affluent de la Seine par l'Oise.

## Géographie
Longue de 11,4 kilomètres, la Sainte-Marie prend sa source à Auger-Saint-Vincent, à 81 m d'altitude,  dans le département de l'Oise entre Senlis et Crépy-en-Valois, 
Elle coule globalement du sud vers le nord..
La rivière Sainte-Marie rejoint l'Automne, en rive gauche, à Orrouy, petite localité située entre Morienval et Verberie, à 81 m d'altitude, à moins de deux kilomètres au sud de la forêt de Compiègne.

### Communes et cantons traversés
Dans le seul département de l'Oise la rivière Sainte-Marie traverse les cinq communes suivantes de, Auger-Saint-Vincent (source), Duvy, Séry-Magneval, Glaignes et Orrouy (confluence).
Soit en termes de cantons, la rivière Sainte-Marie prend source et conflue dans le seul canton de Crépy-en-Valois, dans l'arrondissement de Senlis.

### Bassin versant
La rivière Sainte-Marie traverse une seule zone hydrographique « le ru de Sainte-Marie de sa source au confluent de l'Automne (exclu) » (H202) pour une superficie de 98 km2. Ce bassin versant est constitué à 62,99 % de « territoires agricoles », à 29,26 % de « forêts et milieux semi-naturels », à 8,04 % de « territoires artificialisés ». 

### Organisme gestionnaire
L'organisme gestionnaire est le SAGEBA ou Syndicat d'aménagement et de gestion des eaux du bassin Automne.

## Affluents
La rivière Sainte-Marie a trois affluents référencés :
- le Fossé de Pimpernet (rd[note 1]), 1,1 km sur la seule commune de Duvy.
- le ru des Taillandiers (rd), 3,7 km sur les trois communes de Duvy, Séry-Magneval (confluence), et Crépy-en-Valois (source).
- le ruisseau Baybelle (rg), 2,8 km sur les trois communes de Glaignes (confluence), Séry-Magneval, et Rocquemont (source).

### Rang de Strahler
Donc son rang de Strahler est de deux.

## Hydrologie

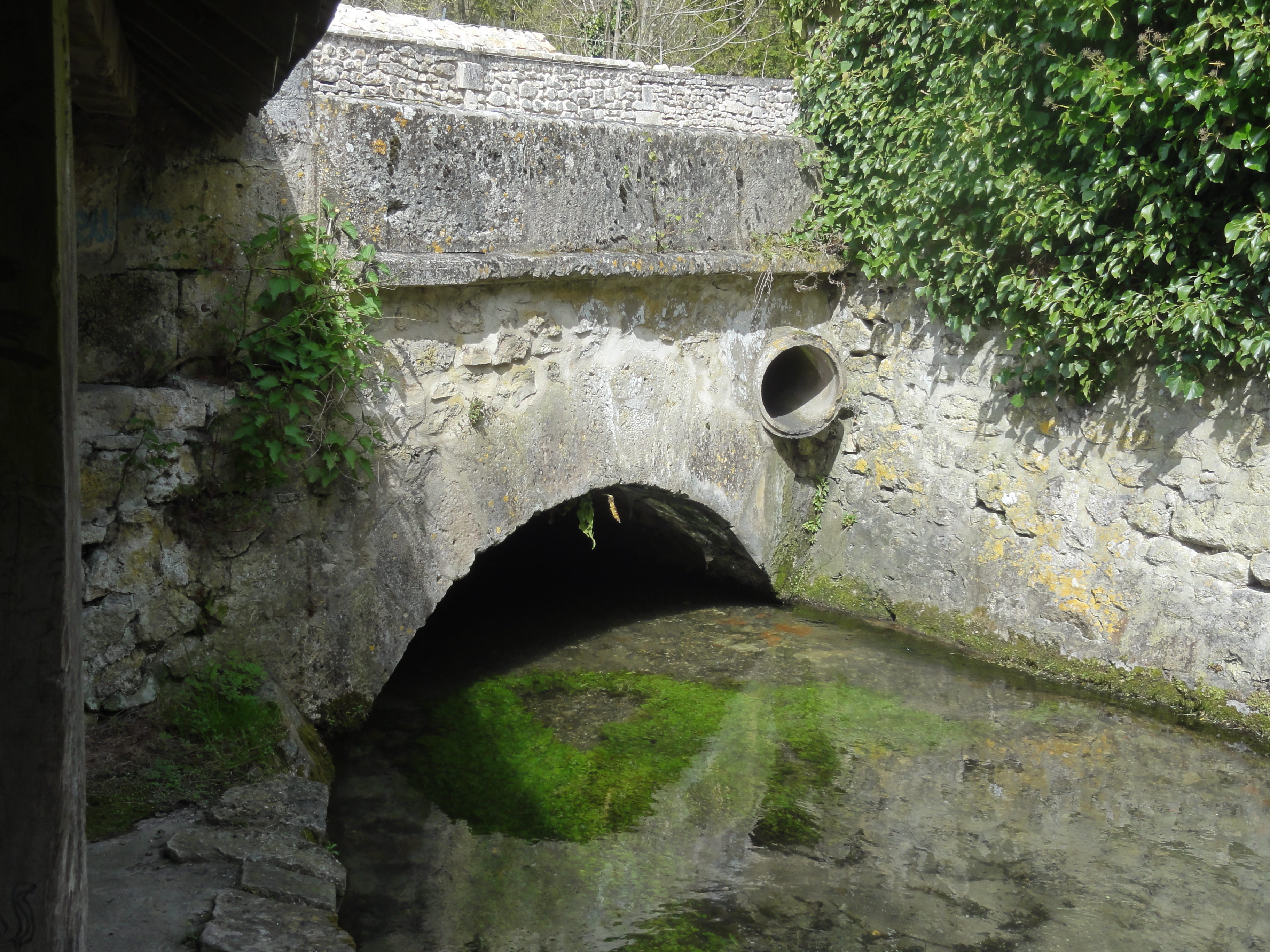
La Sainte-Marie à Duvy.

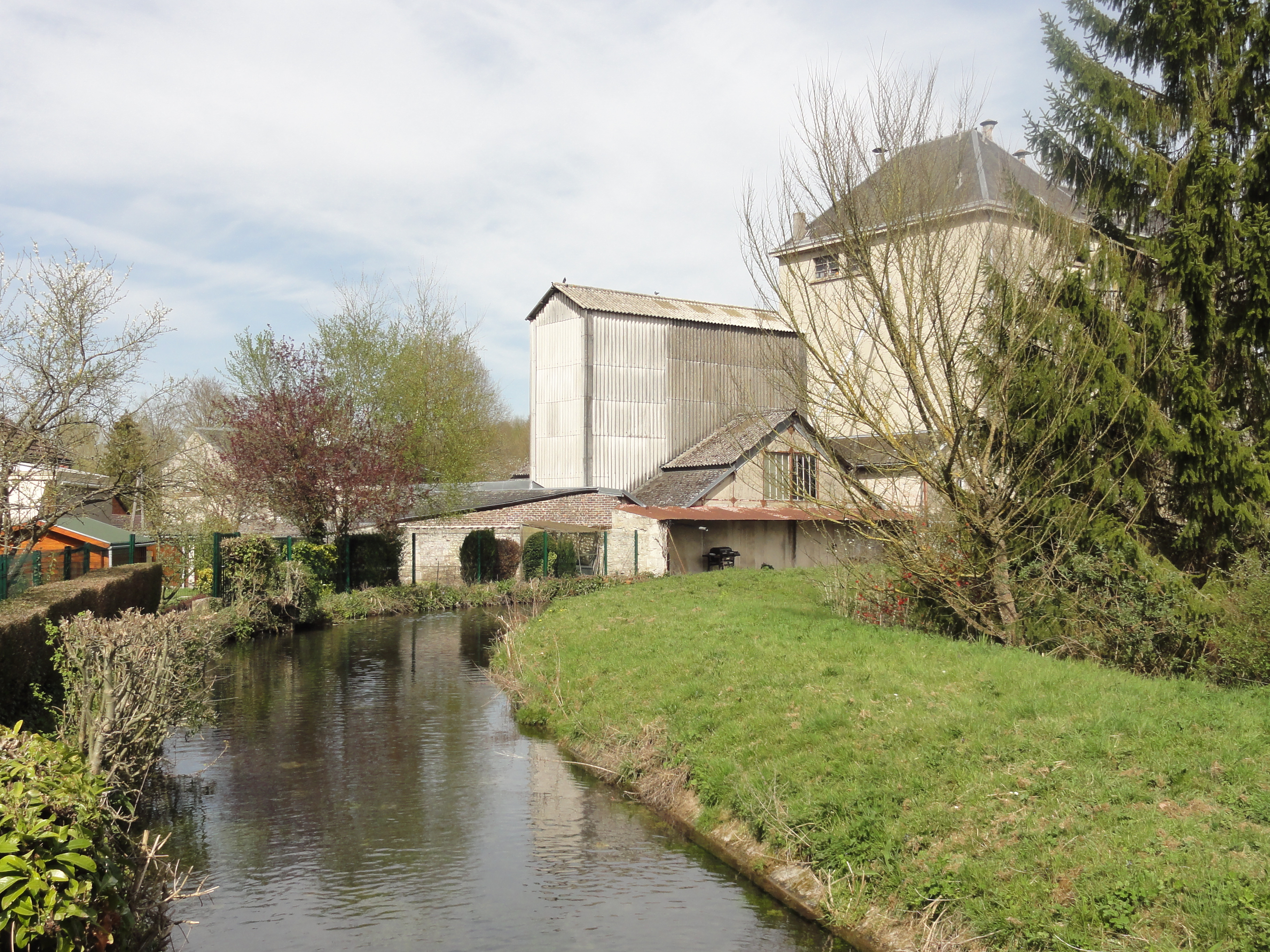
L'ancien moulin de Duvy, rue des Moulins (vue depuis la ruelle Visette).

Son régime hydrologique est dit pluvial océanique.

### La Sainte-Marie à Glaignes
Le débit moyen annuel ou module de la Sainte-Marie, observé depuis le 1er décembre 1987 , à Glaignes, localité située peu avant son confluent avec l'Automne à six kilomètres au nord-ouest de Crépy-en-Valois, est de 0,789 m3/s pour une surface de bassin de 99 km2 et à 53 m d'altitude, soit la quasi-totalité de ce dernier.
La Sainte-Marie présente des fluctuations saisonnières de débit extrêmement modérées. À l'instar de l'Automne, il est bien difficile de parler de hautes et de basses eaux pour ce cours d'eau étonnamment régulier. Disons que les débits mensuels moyens sont légèrement plus importants à la fin de l'hiver et au début du printemps. Ils oscillent entre 0,736 et 0,774 m3/s, de janvier à mai inclus (avec un maximum en mars et en avril). En juin le débit baisse doucement ce qui mène à une période de "basses eaux" qui a lieu de juillet à octobre inclus, avec un plancher de 0,578 m3/s au mois d'août, ce qui est encore franchement abondant, pour un aussi petit cours d'eau. Cependant les fluctuations de débit peuvent être plus importantes selon les années et sur de courtes périodes.

### Étiage ou basses eaux
À l'étiage le VCN3 peut baisser jusque 0,350 m3/s, en cas de période quinquennale sèche, soit 350 litres par seconde, ce qui est cependant encore loin d'être sévère.

### Crues

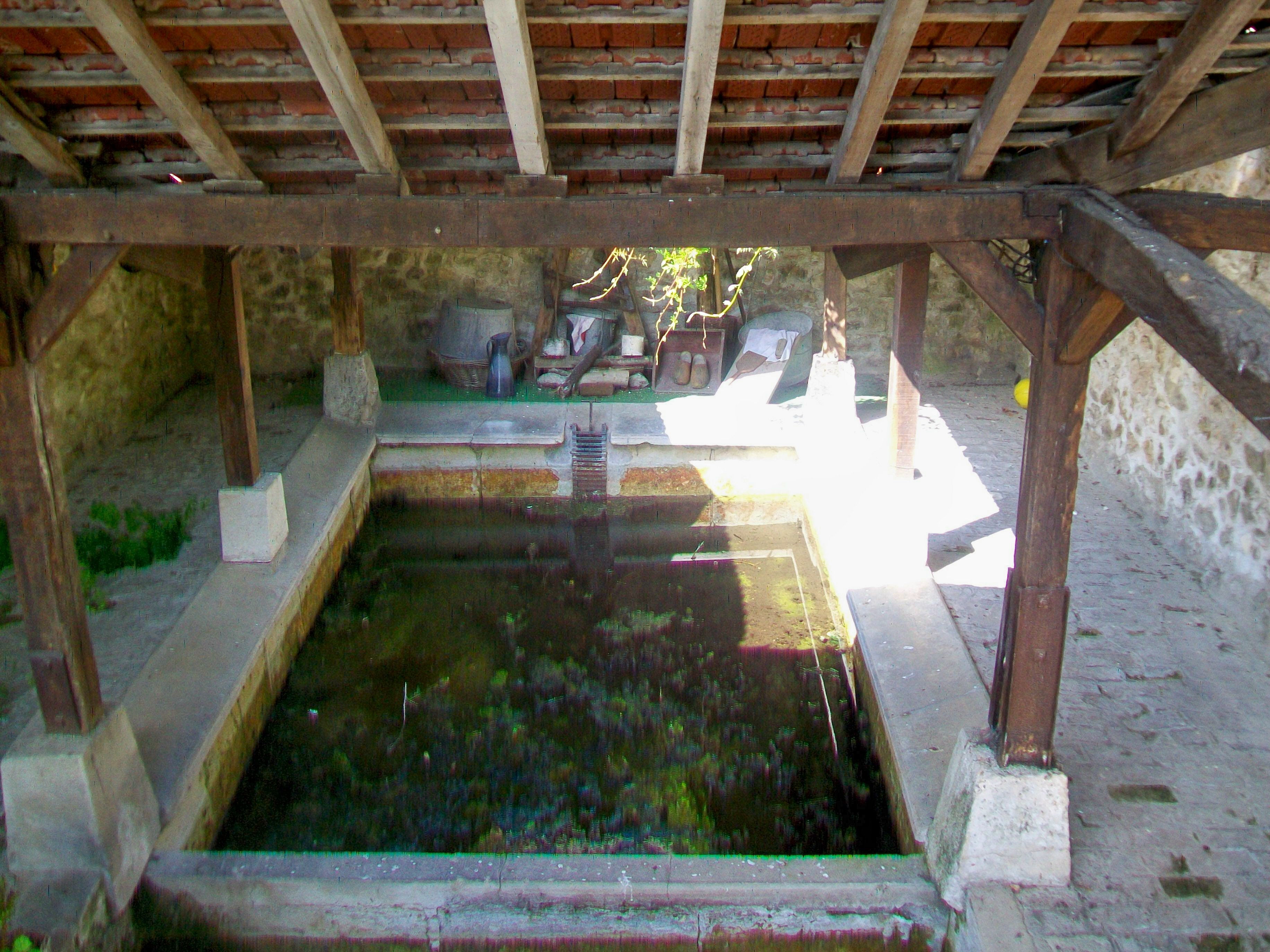
Le lavoir de 1833, rue de Beaumarais à Glaignes.

Les crues sont peu importantes, mais nullement inexistantes. Les QIX 2 et QIX 5, valent respectivement 2,0 et 2,5 m3/s. Le QIX 10 est de 2,9 m3/s, le QIX 20 de 3,2 m3/s, le QIX 50 de 3,6 m3/s, andis que le QIX 100 n'a pas encore été calculé en 2018, faute d'une durée d'observation suffisante pour le faire valablement.
Le débit instantané maximal enregistré à Glaignes durant cette période, a été de 3,53 m3/s le 9 mai 1988  tandis que le débit journalier maximal enregistré était de 2,54 m3/s le 21 octobre 2001. Le premier de ces chiffres s'approche du QIX 50, ce qui indique que cette crue était d'ordre cinquantennal, et donc destinée à se répéter tous les 50 ans en moyenne.

### Lame d'eau et débit spécifique
Au total, la Sainte-Marie est une rivière très régulière, et assez abondante, plus même que l'Automne dans laquelle elle se jette. 
La lame d'eau écoulée dans son bassin versant est de 256 millimètres annuellement (contre 238 mm/an pour l'Automne), ce qui est certes un peu inférieur à la moyenne de la France, tous bassins confondus, mais est supérieur à la moyenne du bassin de la Seine (plus ou moins 240 millimètres/an). 
Le débit spécifique de la rivière (ou Qsp) atteint de ce fait le chiffre élevé pour la région de 8,1 litres par seconde et par kilomètre carré de bassin.

## Aménagements et écologie

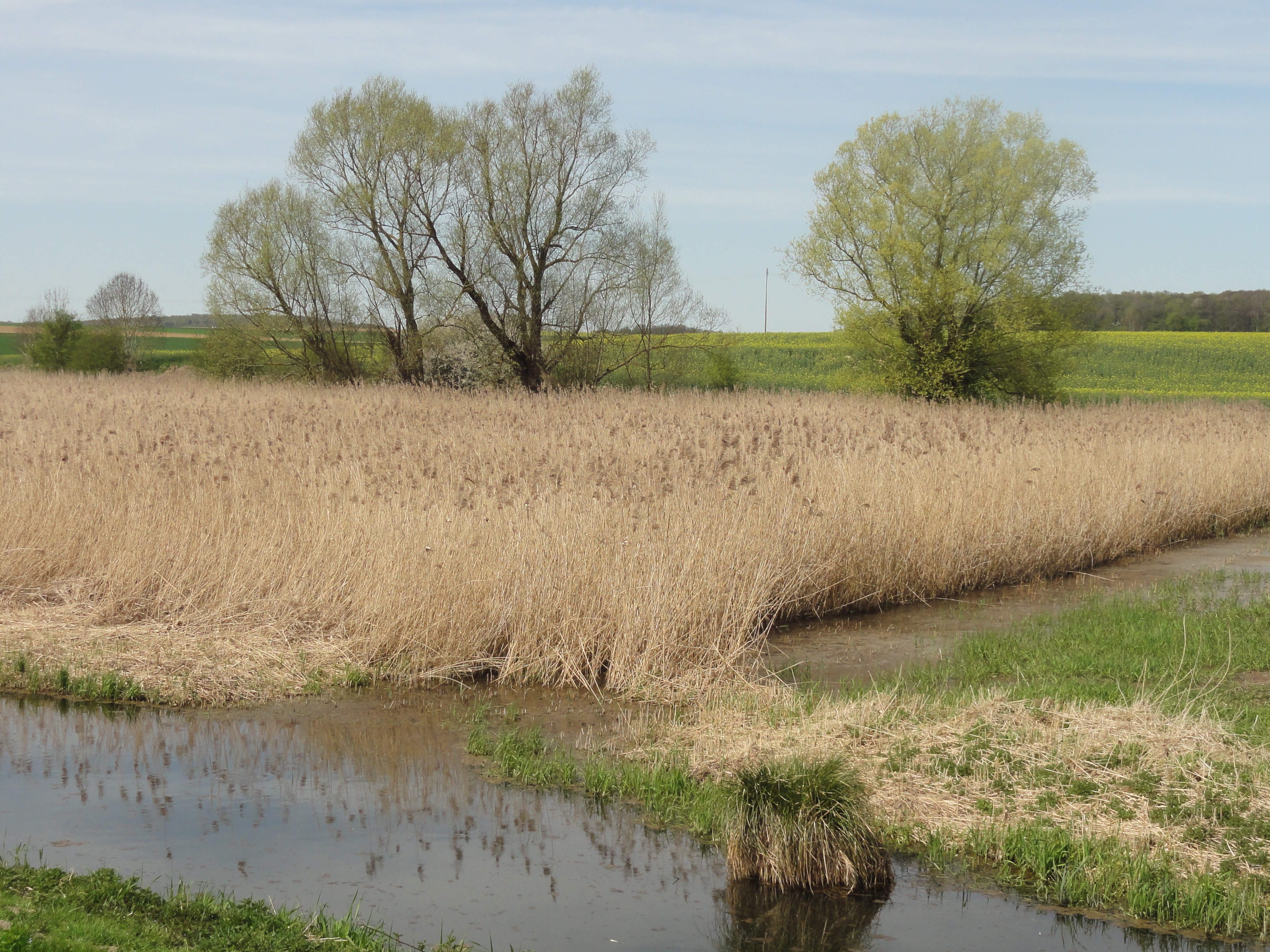
Lieu-dit la Jonnière à Auger-Saint-Vincent

Sur le cours de la rivière Sainte-Marie, on trouve de l'amont vers l'aval les lieux dits lavoir de l'Orme à Auger-Saint-Vincent et la Jonnière, un étang, le Moulin Chamois, le moulin du Hameau, le Moulin de la Ville, le lavoir de Séry-Magneval, le lavoir de Glaignes.